# Limerick
Limerick (iriska: Luimneach) är Irlands tredje största stad och residensstad i grevskapet County Limerick i provinsen Munster, som ligger i västra delen av landet. Staden ligger vid Shannonfloden, som kan korsas på tre ställen på kort avstånd från stadskärnan. Staden har också gett upphov till en diktform, nämligen limerick.
Limerick är framför allt känd för sina rugbytraditioner, som bland annat inbegriper Garryowen rugby club som gett namn åt "the high rugby kick". Befolkningen i staden med omgivningar var 86 998 år 2002 medan själva tätorten hade 54 023 invånare, allt enligt Central Statistics Office of Ireland. Limerick är vänort med Quimper i Frankrike och Spokane i USA.

## Ortnamnet
Det engelska namnet Limerick har bildats av iriska Luimneach som i sin tur kommer av brittiska luimne, diminutiv av lom 'öde'. 

## Historia

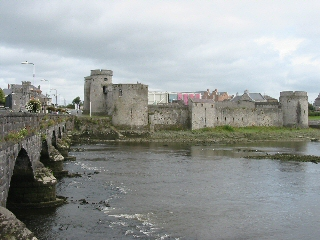
King John's Castle är en borg från 1200-talet som ligger på ön King's Island, vid floden Shannon, i Limericks stadskärna.

Luimneach berecknade från början ett vanligt område längs bankerna till Shannons biflöden, vilka då var kända som Loch Luimnigh. Den tidigaste bosättningen i staden, Inis Sibhtonn, var ursprungligen namnet på King's Island under tiden före vikingarna. Ön kallades också Inis an Ghaill Duibh.
Själva staden har sitt ursprung åtminstone från vikingatiden, 812, eller tidigare. Normanderna stöpte om staden under 1100-talet och lät bygga större delar av dess idag främsta arkitektur, som King John's Castle och St. Mary's Cathedral. Under självständighetskrigen under 1600-talet belägrades staden av Oliver Cromwell 1651 och två gånger av William III under 1690-talet. Limerick växte sig stark under 1700-talet på grund av handeln, men Act of Union 1800 och potatispesten orsakade en kraftig nedgång i ekonomin, som bröts först under 1990-talet i och med den så kallade Celtic Tiger-perioden.
Waterford och Limericks järnväg länkar samman staden med Dublin och Corks huvudjärnvägslinje. Linjen öppnades 1848 och till Waterford 1853. I och med öppnandet av andra järnvägar under 1850- och 1860-talen utvecklades Limerick till en central handelsplats.

## Demografi
Limerick med förorter har 90 778 invånare, baserat på 2006 års folkräkning av CSO, där 52 560 bor inom stadsgränserna, och 38 218 bor i stadens direkta utkanter områden och förorter, i både Limericks grevskap och Clare. Liksom många andra större städer i landet blev Limerick populärt bland invandrare, främst under 00-talet. Den polska befolkningen är den näst största, efter den som finns i Dublin, med omkring 10 000 invånare som bor och arbetar i Limerick. Irlands första polska bank öppnades under 2007. Utöver polska invånare finns också en afrikansk grupp invandrare, som låtit bygga flera små kyrkor, vilka idag är en del av den kulturella utvecklingen av staden.
Limericks stad är den fjärde största i Republiken Irland (efter Dublin, Cork och Galway), och staden är också det fjärde största storstadsområdet på Irland (efter Dublin, Belfast och Cork). Staden kallas ofta för republikens "tredje stad".

### Socialt liv
Limerick City har ett utbrett nattliv, med flera nattklubbar. Trinity Rooms är troligtvis den mest nationellt kända, där artister som Human League, Femi Kuti, Kasabian och Roger Sanchez uppträtt under det senaste året. Pubar såsom Nancy Blakes, The Wicked Chicken, Mickey Martins och The Old Quarter erbjuder flera olika dryckupplevelser i staden. Traditionell irländsk musik baseras runt Dolans Warehouse vilken också har plats för bland annat lokala rockband.

## Geografi

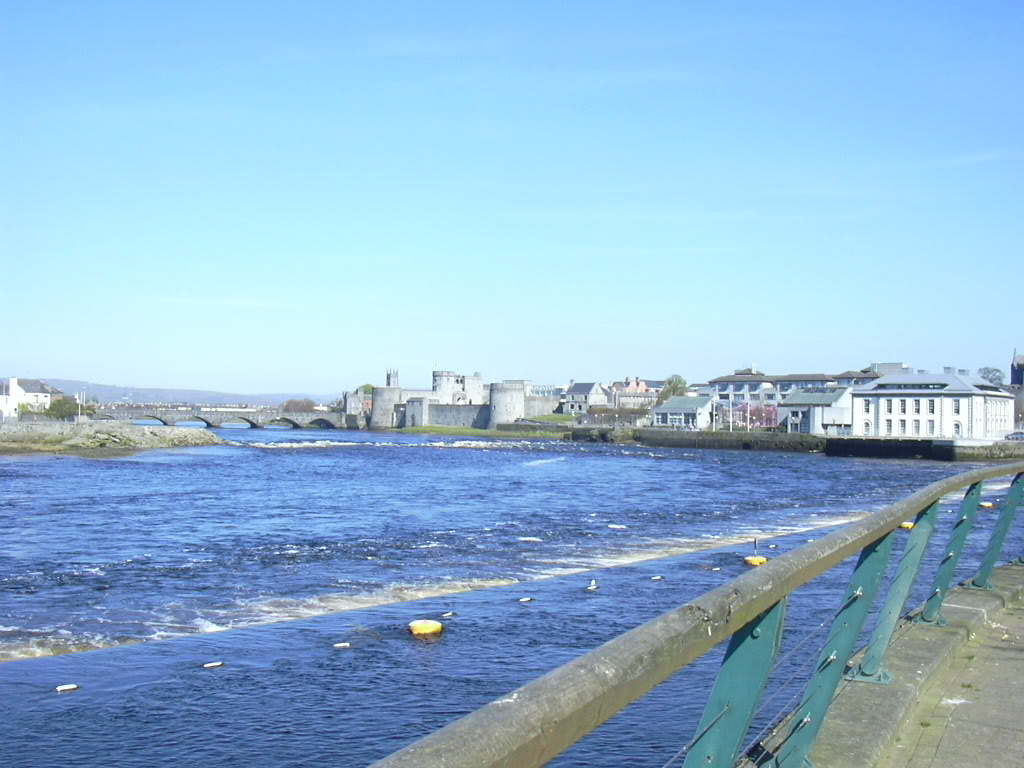
Floden Shannon.

Limerick ligger i Midwestregionens centrum som bidrar med 8,224 miljarder € (2002) till Irlands BNP. Staden ligger 195 kilometer väster om Dublin och ligger omkring 105 kilometer norr om Cork och söder om Galway.
Limericks stad, inklusive förorter utgör en area på 20,79 km².

### Klimat
Limerick har ett milt klimat, med genomsnittstemperaturer dagtid i juli på 20 °C och minimimedeltemperaturen i januari är 4 °C. Den högsta temperaturen som någonsin uppmätts i staden var 31,6 °C och den lägsta −11,2 °C.
Klimattabell 
|                                            | Jan  | Feb  | Mar  | Apr  | Maj  | Jun  | Jul  | Aug  | Sep  | Okt  | Nov  | Dec  |
| ------------------------------------------ | ---- | ---- | ---- | ---- | ---- | ---- | ---- | ---- | ---- | ---- | ---- | ---- |
| Normaldygnets maximitemperaturs medelvärde | 8    | 9    | 11   | 13   | 16   | 18   | 20   | 20   | 18   | 14   | 11   | 9    |
| Normaldygnets minimitemperaturs medelvärde | 4    | 4    | 5    | 6    | 8    | 11   | 13   | 13   | 11   | 9    | 6    | 5    |
|                                            |      |      |      |      |      |      |      |      |      |      |      |      |
| Nederbörd                                  | 76,4 | 71,5 | 55,8 | 50,8 | 41,8 | 52,1 | 50,3 | 56,8 | 50,8 | 77,9 | 65,3 | 75,5 |

| Diagram | temperaturer i °C • månadsnederbörd i mm | temperaturer i °C • månadsnederbörd i mm | temperaturer i °C • månadsnederbörd i mm | temperaturer i °C • månadsnederbörd i mm | temperaturer i °C • månadsnederbörd i mm | temperaturer i °C • månadsnederbörd i mm | temperaturer i °C • månadsnederbörd i mm | temperaturer i °C • månadsnederbörd i mm | temperaturer i °C • månadsnederbörd i mm | temperaturer i °C • månadsnederbörd i mm | temperaturer i °C • månadsnederbörd i mm | temperaturer i °C • månadsnederbörd i mm |
|         | 76 8 4                                   | 72 9 4                                   | 56 11 5                                  | 51 13 6                                  | 42 16 8                                  | 52 18 11                                 | 50 20 13                                 | 57 20 13                                 | 51 18 11                                 | 78 14 9                                  | 65 11 6                                  | 76 9 5                                   |

## Styrelse
Limerick City Council har som ansvar att sörja för lokala tjänster som sanitet, planering och utveckling, bibliotek, fordonsskatter, lokala vägar och byggnader. Styrelsen består av valda valkretsrepresentanter (tidigare kallade "Aldermen") vilka leds av City Manager. Mandaten väljer årligen en borgmästare till att ingå i styrelsen. Vid 2007 års val valdes Ger Fahy till borgmästare och tidigare borgmästare har varit Donagh O'Malley, Stephen Coughlan, Michael Liepepr, Jim Kemmy och Jan O'Sullivan.
Det som idag utgör Limerick City är ett område på 2 086 hektar, vilket bestämdes 1950. På grund av den snabba befolkningsökningen i Limerick bor idag de flesta av invånarna utanför själva stadsområdet, och i förorter som byggdes från 1960-talet och framåt. Staden är idag uppdelad i flera områden, såsom Caherdavin, Dooradoyle, Castletroy – med universitetet – Gouldavoher och Raheen. Trycket på att styrelsen ska rita om stadsgränserna ökar ständigt, då många anser att det skulle vara en tillgång för Limerick att bli större.
För nationella Dáilval ligger Limerick City i Limerick Easts valkretsområde som väljer fem medlemmar i ett proportionellt valsystem. Vid val till Europaparlamentet är Limerick inom South Irelands valkrets, vilken väljer tre representanter.
Mellan 15 och 27 april 1919 låg staden under ett socialistiskt självstyre, vilket kallades Limerick Soviet (vilket parodierades flera gånger av det satiriska RTÉ Radio 1-programmet Scrap Saturday).

## Ekonomi
Limerick ligger i hjärtat av regionen kallad "the Midwest". Regionen som även är känd som "Shannon Region" är främst ett ekonomiskt och socialt koncept. Regionen består av grevskapen Limerick, Clare, norra Tipperary och nordvästra Kerry, med ett centralt fokus på Limerick och dess omkringliggande bebyggelse med en radie på åtta kilometer.
Området är kanske den främsta ekonomiska regionen utanför Dublin och Cork. Dess ekonomiska framgång har möjliggjorts bland annat av University of Limerick, Shannon Airport i Clare och Shannon Development, en ekonomisk utvecklingsagentur vars föregångare tillhandahöll skattincitament för företag inom Shannon Airport-området. Sedan 2006 är Shannon Development främst koncentrerat till industriella parker.
Historiskt sett bestod Limericks ekonomi av jordbruksvaror, främst på grund av dess position som första större hamn längs River Shannon. Staden var en gång störst i Irland inom köttförädling och industrierna bestod av konfektyr- och mjölproduktion. I takt med de ekonomiska förändringarna på Irland baserade sig flera multinationella företag i Limerick. Dell har sin främsta europeiska fabrik i Raheen Business Park, och är idag en av de främsta arbetsgivarna i området. Fabriken är den största fabriken utanför USA och där produceras idag mellan 30 000 och 60 000 datorer per dag för export till Europa, Mellanöstern och Afrika – vilket bidrar med 5,8 procent av Irlands BNP (2002). Analog Devices har sina europeiska tillverkningsbaser i Raheen, tre kilometer sydväst om stadens centrum. Analog Devices sysselsätter mer än 1 000 personer. Johnson & Johnsons dotterbolag Vistakon (världens största tillverkare av kontaktlinser) har också en stor fabrik i Castletroy i National Technology Park, som är företagets enda produktionsenhet utanför USA.

### Turism

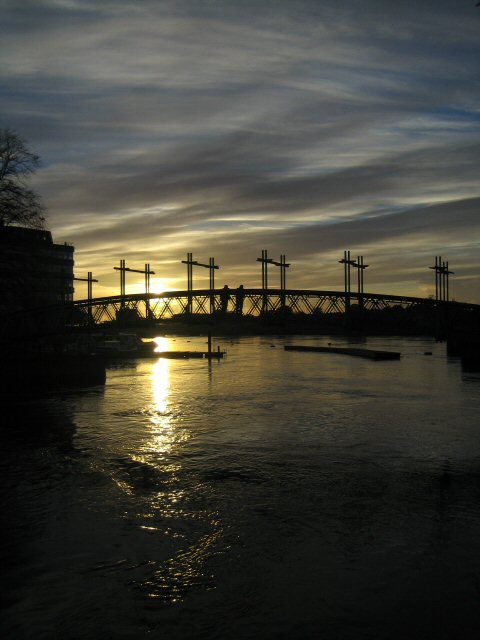
Sylvester O'Halloran-bron.

Limerick City är ett av landets främsta turistmål. Staden ligger endast femton minuters bilväg från Shannon Airport. Den nuvarande turismen utökas ständigt och över 1 000 nya sängplatser har skapats i staden sedan 2006, genom att fem nya hotell hat öppnats. Staden är den första att erbjuda besökare en så kallade "gatuambassadörer", personer som hjälper turister runt i staden för att ge dessa en mer komfortabel resa.
Turistattraktioner i staden är King John's Castle (1212), St. Mary's Cathedral (1168), Hunt Museum, flera utflykter beroende på säsong (Angela's Ashes-vandringstur, den historiska vandringsleden i Limerick, samt båtturer längs River Shannon), University of Limerick, georgianska hus och trädgårdar, Treaty Stone, med flera. Byn Adare och Foynes Flying Boat Museum (alla i utkanten av staden) är också populära attraktioner.

### Försäljning
Servicenäringen är en viktig arbetsgivare i staden. Stadens centrum är ett av de huvudsakliga shoppingområdena, där fotgängarstråket Cruises Street är ett av de främsta shoppingområdena i staden, liksom Bedford Row. Planer på att göra om O'Connell Street till gågata upp till Roches Street nära Oriental Foodstore och nytt utseende för William Street, stadens mittpunkt, finns också. Varje sida av staden har utanförliggande shoppingområden. Crescent Shopping Centre ligger i Dooradoyle, inte långt från centrum. Shoppingcentret har över 90 affärer tillsammans med flera restauranger och biografen Omniplex Cinema med 12 dukar. Reguljära busslinjer från staden till detta shoppingcentret startade 2005.
Under sena 2007/tidiga 2008 öppnades Coonagh Cross Shopping Centre. Det är det största shoppingcentret i Midwestregionen. Ett centrumbaserat shoppingcenter i liknande skala (ibland kallat det största i Munster) är också planerat. The Opera Centre kommer att öppnas parallellt med Rutland och Patrick Street, från Abbey Rivers kaj till Ellen Street.

## Arkitektur

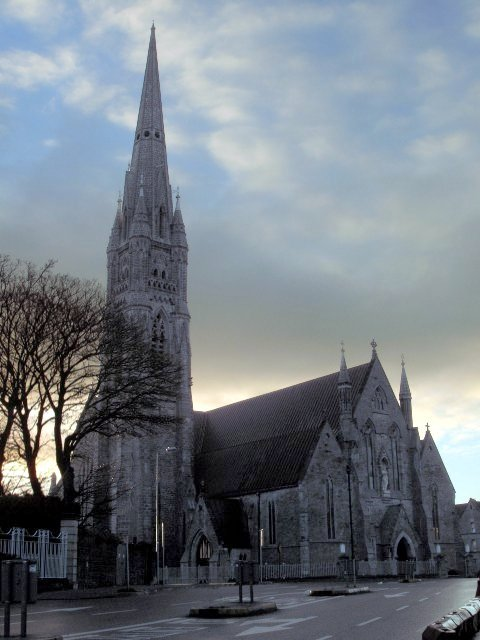
Irlands högsta kyrkspira sitter på St John's Cathedral i Limerick

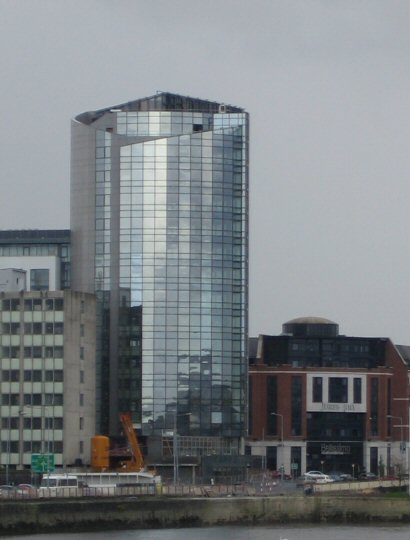
Riverpoint-skyskrapan.

Limericks centrum är delat mellan de traditionella områdena som "engelska staden" i den södra änden av King's Island, vilken inkluderar slottet, och "irländska staden" som inkluderar de äldre gatorna på den södra banken, och det nuvarande ekonomiska centrumet kallat "Newtown Pery". Newtown Pery byggdes under det senare 1700-talet innan Act of Union och, ibland för en irländsk stad och unik i Limerick själv, är detta området utbrett på ett gallersätt. 
Limerick stadscentrum förändras snabbt, och sedan tidiga 2000-talet har många moderna höghus byggts. Förortsregionerna, där majoriteten av Limericks invånare idag bor, har vuxit ut från centrum längs huvudvägarna till Ennis (North Circular och Ennis Road-områdena/Caherdavin), Dublin (Castletroy och universitetet) och Cork (Ballinacurra/Dooradoyle/Raheen). Husen i förorterna är generellt tvåvåningshus för ensamma familjer. Dessa byggdes från 1960-talet och framåt i stora bebyggelser ur regeringsprojekt och kommersiella utvecklingsplaner, trots att det finns många exempel på edwardianska och 1930-tals förortshus längs förorternas huvudleder mot staden (North & South Circular, Ballinacurra Road, O'Connell Avenue).
Mycket georgiansk arkitektur uppstod sig i staden från 1800-talet och framåt. Trots att en del har förstörts, har mycket av Newtown Pery byggts enligt georgiansk modell. Andra arkitektoniska byggnader av speciellt intresse är King John's Castle och St. Mary's Cathedral i "English Town" samt St. John's Cathedral, ritad av den kända viktorianska arkitekten Philip Charles Hardwick. St. Mary's Cathedral, över 800 år gammal, är en av de äldsta katedralerna på Irland. St. Johns Cathedral, något modernare, har ett av de högsta kyrktornen på Irland.
Ett av Irlands mest belönade museum, Hunt Museum, är inrymt i ett historiskt 1700-talshus tidigare tullhus. Museet etablerades för att ha plats för internationella viktiga samlingar av närmare 2 000 konstverk och antikviteter, grundat av John och Gertrude Hunt under deras livstid. Där visas bland annat 800-talets Antrim Cross, en skiss av Picasso och en bronsskulptur av en häst, som sägs vara ritad av Leonardo da Vinci.

## Transport

### Bussar

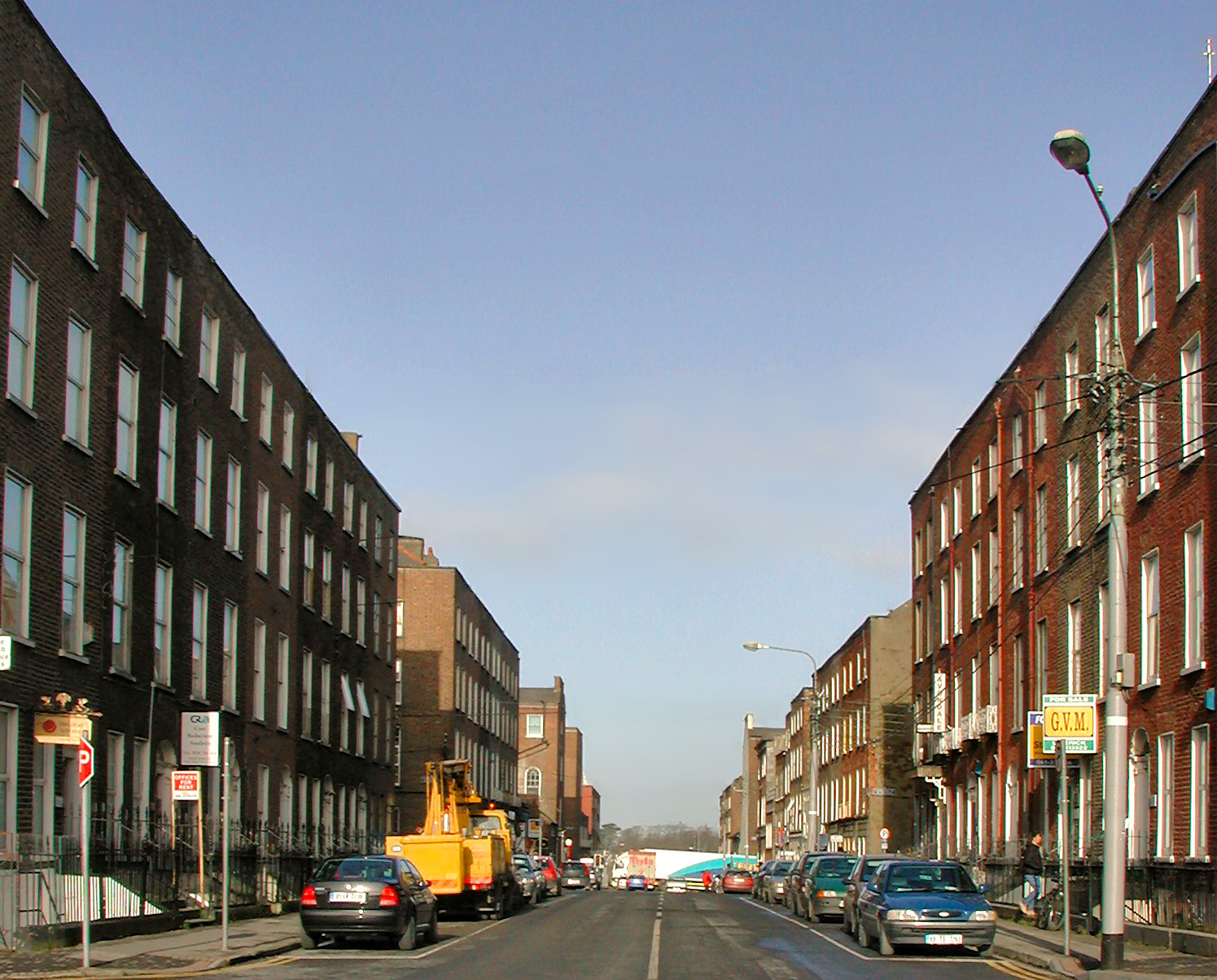
En gata i Limerick.

Lokal kollektivtrafik sköts av Bus Éireann, Irlands nationella bussoperatör. Stadsbussarna är följande (med avgångsintervaller inom parentes)
- 301 City Centre till Shannon Banks/Westbury (301A) (30 minuter)
- 302 City Centre till Caherdavin (302A Caherdavin-to-University) (20)
- 303 Carew Park till Ballynanty (30)
- 304 City Centre till Raheen (via Greenfields opererar som 304A) (10)
- 305 Lynwood till Coonagh Roundabout (30–60)
- 306 Craeval Park till Southhill/O'Malley Park (30)
- 308 City Centre till University (via Pennywell opererar som 308A) (15)
- 309 Pineview till St. Mary's Park (60)
- 312 City Centre till Ballycummin (60)

Bussarna kör också till städer och byar i grevskapet samt till Shannon Airport. Intercitybussar och internationella bussar kör från Bus Éireanns busstation bredvid stadens järnvägsstation. Dessa är bland annat avgångar till Dublin, Cork och Galway med avgångar varje timme, samt med dagliga bussar till London med färjeförbindelser från Rosslare Europort.

### Vägar
Motorvägen M7 går vid Limerick. M7 är den motorväg som förbinder Limerick med Dublin. Dessutom möter den M20. Under floden Shannon går också Limerick Tunnel.

### Järnvägar
Iarnród Éireanns järnvägsstation är terminalen för tåg mot Dublin och Cork samt Galway. Tåg till Waterford och stationer i grevskapet Tipperary avgår tre gånger dagligen. Tåg mot Nenagh på Ballybrophylinjen kommer utökas till pendlartrafik från 2007. Linjen mot Galway (den så kallade Western Railway Corridor) öppnades i mars 2010 efter att ha varit stängd sen 1976. Railway Procurement Agency har föreslagit att ett spårvägsnätverk ska byggas i staden.
Som del av 2007 års valmanifest (april 2007) bekräftade Fianna Fáil (då det största partiet i Dáil och Seanad) att de skulle undersöka möjligheterna på att skapa ett lättare järnvägssystem mellan Republiken Irlands främsta städer – Cork, Galway, Limerick och Waterford.
Järnvägsstationen öppnade 28 augusti 1858 som då ersatte den tidigare och temporära stationen belägen 500 meter österut, som användes från 9 maj 1848.

### Luftfart
Shannon Airport, belägen 20 kilometer väster om staden i grevskapet Clare, som från och med 2010 är lätt åtkomligt för Limerickpendlare i och med öppnandet av Limerick Tunnel, har schemalagda avgångar till flera europeiska och nordamerikanska destinationer. 
Flygbolag som använder flygplatsen är Ryanair, Aer Lingus och American Airlines. Det finns i dagsläget ingen järnvägsförbindelse med flygplatsen. Coonagh flygfält, ett flygfält beläget några få kilometer väster om Caherdavin, klarar av små flygplan. Kerry och Corks flygplatser är också alternativa flygplatser som ligger 1,5 timmes respektive 2 timmars bilväg från staden.

## Utbildning

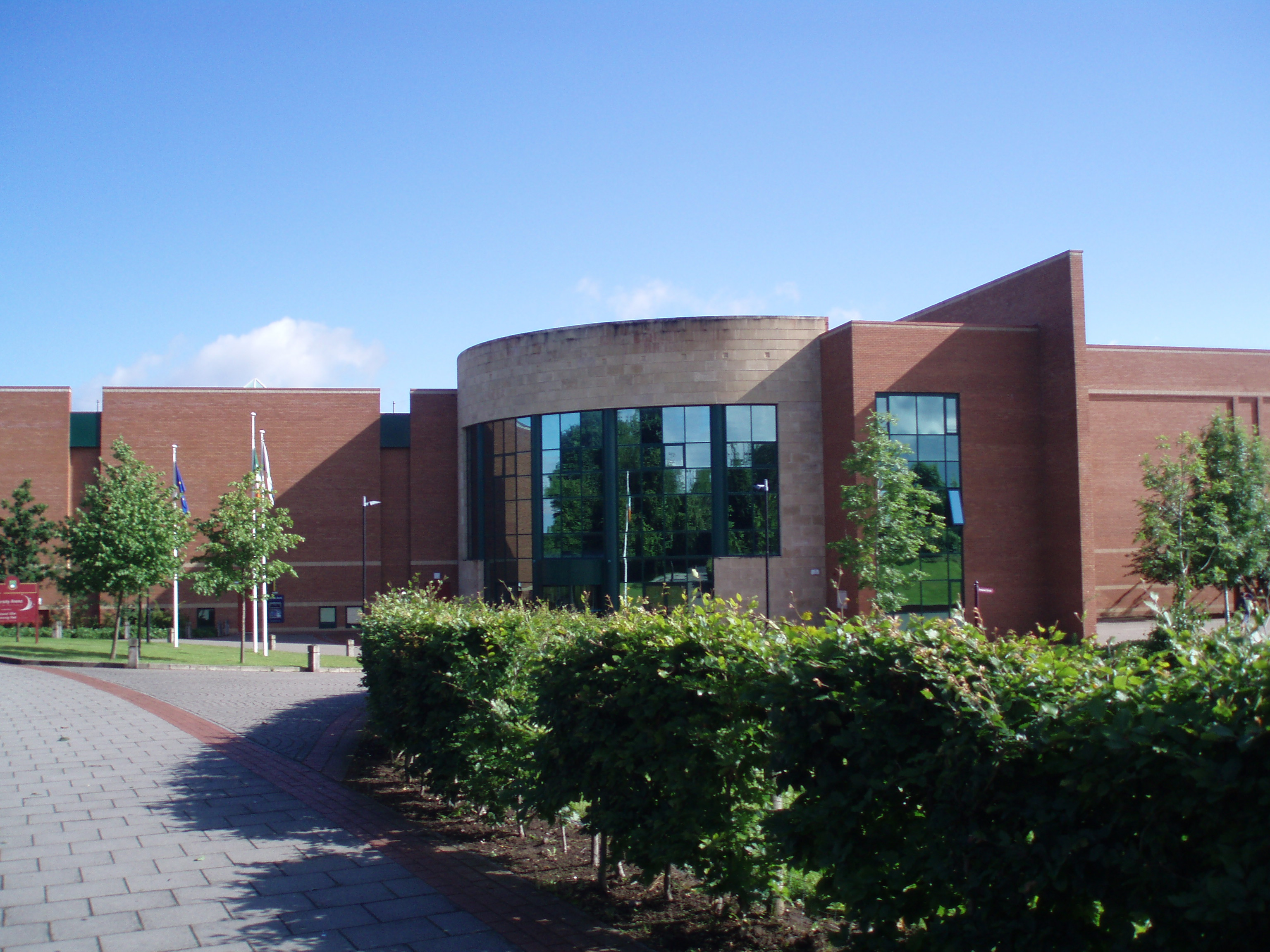
University of Limericks sportcentrum.

Limerick är ett viktigt centrum för högre utbildning i Irland tillsammans med Dublin, Cork och Galway. I staden finns ett universitet och flera högskolor.
University of Limerick (UL) har över 13 000 studenter och ligger omkring fem kilometer öster om stadens centrum, i förorten Castletroy. Universitetet är känt för dess program inom teknik, IT, materialvetenskaper, sport, humaniora, samhällsvetenskaper och musik. Irish World Music Centre specialiserar sig på traditionell musik och dans och universitetet är bas för Irish Chamber Orchestra. Vid campuset finns ett olympiskt standardsimkomplex med 50 meters banor.
Limerick Institute of Technology (LIT), omkring tre kilometer nordväst om stadens centrum, är ett viktigt centrum för utbildning inom företagsekonomi, teknik, informationsteknik, humaniora och naturvetenskap. Den har också en bred utbildning inom konst och design, som utförs på Limerick School of Art and Design – dess Clare Street-campus (nära stadens centrum). Skolan har omkring 6 500 studenter.
Mary Immaculate College (en högskoledel av UL) är en utbildnings- och konsthögskola belägen strax sydväst om stadens centrum. Thomond College of Education var en framgångsrik lärarhögskola som integrerades med universitetet 1991.
Grundskolan i staden är organiserad på samma sätt som övriga Irland.
Model School (An Mhodh Scoil) är en av de gaeliskspråkiga skolorna i Limerick. Skolan, som är drygt 150 år gammal, är en grundskola med över 500 elever.

## Media och konst

### Sändningar
Lyric FM, en statsägd klassisk musikradiostation och del av RTÉ, sänder nationellt från studior i stadens centrum. Limericks lokalradiostation är Live 95FM, som sänder från 'Radio House', nära vattenkanten vid Stremboat Quay. Limericks enda studentradiostation, Wired FM, sänder på 96,8 FM från Mary Immaculate College. Wired FM har också studior vid University of Limerick och Limerick Institute of Technology. Limerick har också en olicensierad radiostation, Radio Limerick One, vilken från början hade licens av det dåvarande IRTC 1989. Stationen förlorade licensen 1997 efter flera överträdelser. Stationen sände dock fram till december 2006. Limerick Regional Hospital har också en radiostation på 94,2 FM men denna kan endast höras på sjukhuset och i dess närområde. Invånarna i Limerick kan också höra West Limerick 102 vilken sänder från Newcastle West.
I juli 2007 började radiostationen Spin Southwest att sända från Raheen Industrial Estate i Limerick.
Will Leahy Show på RTÉ 2FM sänder vardagar från 5 till 7 från Limerick City.

### Tryck
Flera lokala tidningar publiceras i staden, bland annat Limerick Post, The Limerick Leader, och (från 2006) Limerick Independent. Magasin inkluderar Limerick Event Guide, Business Limerick och Limerick Now.

### Konst

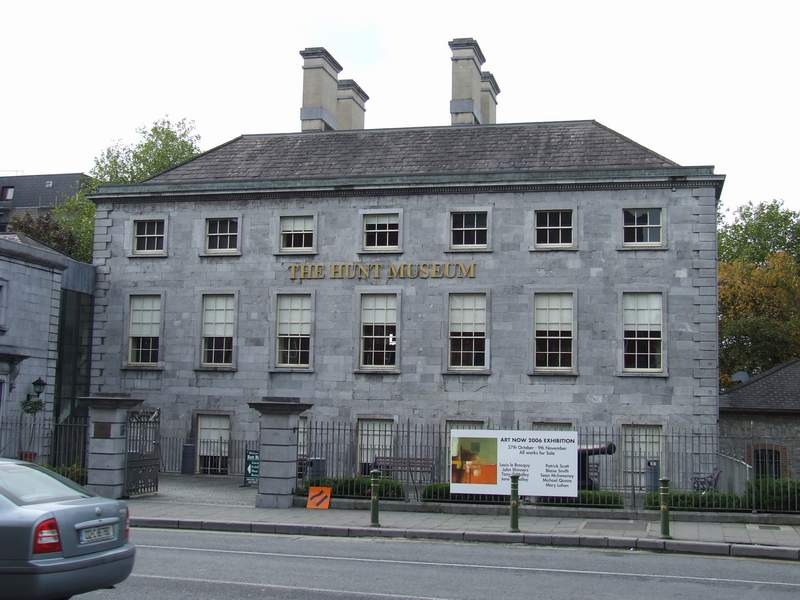
Hunt Museum.

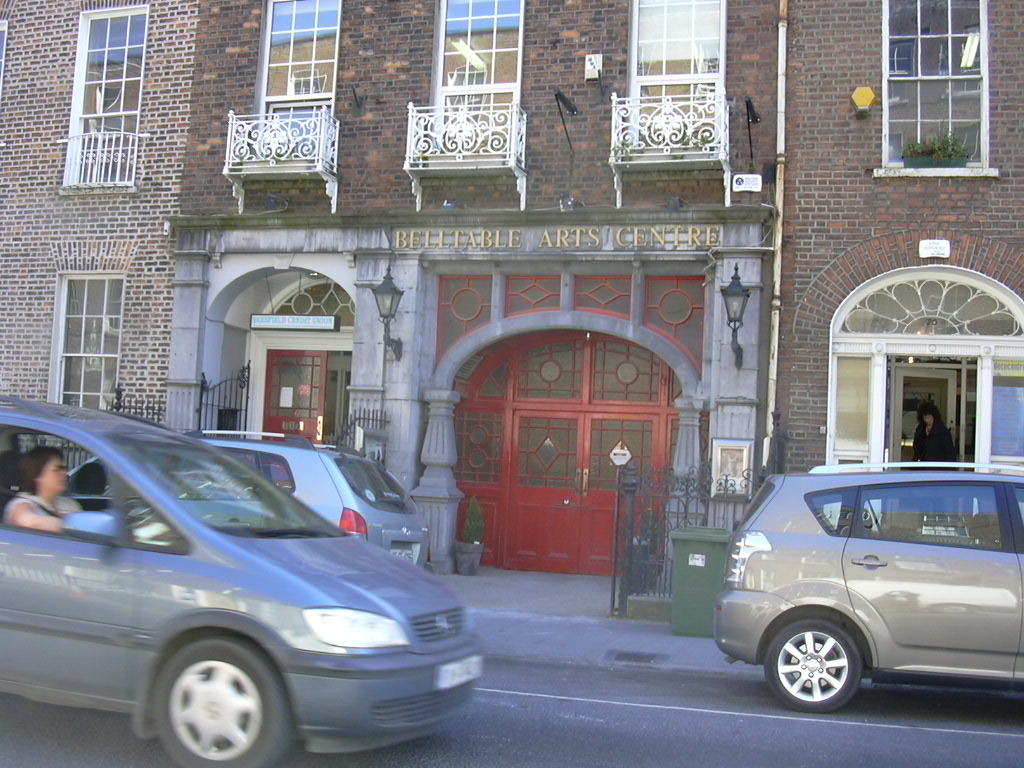
Belltable Arts Centre på O'Connell Street.

Belltable Arts Centre på O'Connell Street är bas för lokala pjäser och teatrar samt drama. Mike Finns flera pjäser har blivit framgångsrika, bland annat hans Pigtown, baserad på Limericks historia, och Shock and Awe, en energisk återberättelse av Homeros Iliaden. Den nya University Concert Hall har en stor arena för nationella och internationella akter som besöker staden.
Limerick City Art Gallery på Pery Square är stadens främsta arena för samtida konstutställningar. Den är också hem för en permanent samling av irländsk konst vilken visar verk från tidigt 1700- till 1800-tal. Limericks främsta samtida konstevenemang är EV+A (Exhibition of Visual+ Art), vilken återkommer till staden varje år, främst på kontroversiella sätt. EV+A grundades 1977 och har blivit en av Irlands främsta årliga utställningar av samtida konst. Utvald varje år av en ny kurator medför den internationella konstverk samt konst av irländska konstnärer till Irland. Centrum för utställningen är Limerick City Art Gallery. Idag används dock flera platser för EV+A:s utställningar runt staden.
Andra aktiva konstgrupper från Limerick är Contact Studios (individuell studioplats för visuella konstnärer), Daghdha Dance Company, ett samtida dansbolag som är baserad i den nyrenoverade kyrkan på John's Square, i närheten av St. John's Cathedral. Fresh Film Festival hålls varje vår, och inkluderar filmer gjorda av personer mellan 7 och 18 år från hela Irland. Impact Theatre Company är en teatergrupp från The Crescent på O'Connell Street håller också till i Limerick, liksom Limerick Printmakers som har tryckkonstfaciliteter och en utställningsplats för evenemang. Limerick Youth Theatre erbjuder unga människor chansen att prova på skådespelaryrket och dess produktion. 2005 satte de upp en produktion av Romeo och Julia som blev omtalad i pressen över hela Irland.
Staden har en aktiv musikscen, vilken har producerat band som The Cranberries (och gitarristen Noel Hogans MonoBand), The Hitchers, bland annat. Electronicamusikern Richard David James, föddes i Limerick 1971. Klassiskt sett sköter Limerick Art Gallery och Art College konst, skulptur och framställande konst i alla stilar. Irish Chamber Orchestra och Irish World Music Centre är båda baserade på University of Limerick. Universitetet har en konserthall med plats för 1 000 åskådare. Den används ofta av besökande musiker. Limerick är också hem för komikerna D'Unbelievables (Pat Shortt & Jon Kenny), Karl Spain och The Rubberbandits. Dolans Warehouse på Dock Road har två arenor specialiserade på livemusik; en övervåningsarena vilken används främst av komiker-, folkmusik- och jazzakter, samt en större källarlokal för 400 personer vilken används främst av rockakter, både nationella och internationella.
Staden fungerade som sättning för Frank McCourts memoarer Angela's Ashes och för filmen baserad på denna. Den är också sättning för Cowboys & Angels, samt för Robert Cunninghams Sombody's Daughter – vilken spelades in på flera områden i staden och hade premiär i King Johns Castle i juli 2004.
En limerick är en typ av skämtsam vers på fem rader med ett AABBA-rimschema. Diktformens kopplingar till staden är dock okända.

## Sport

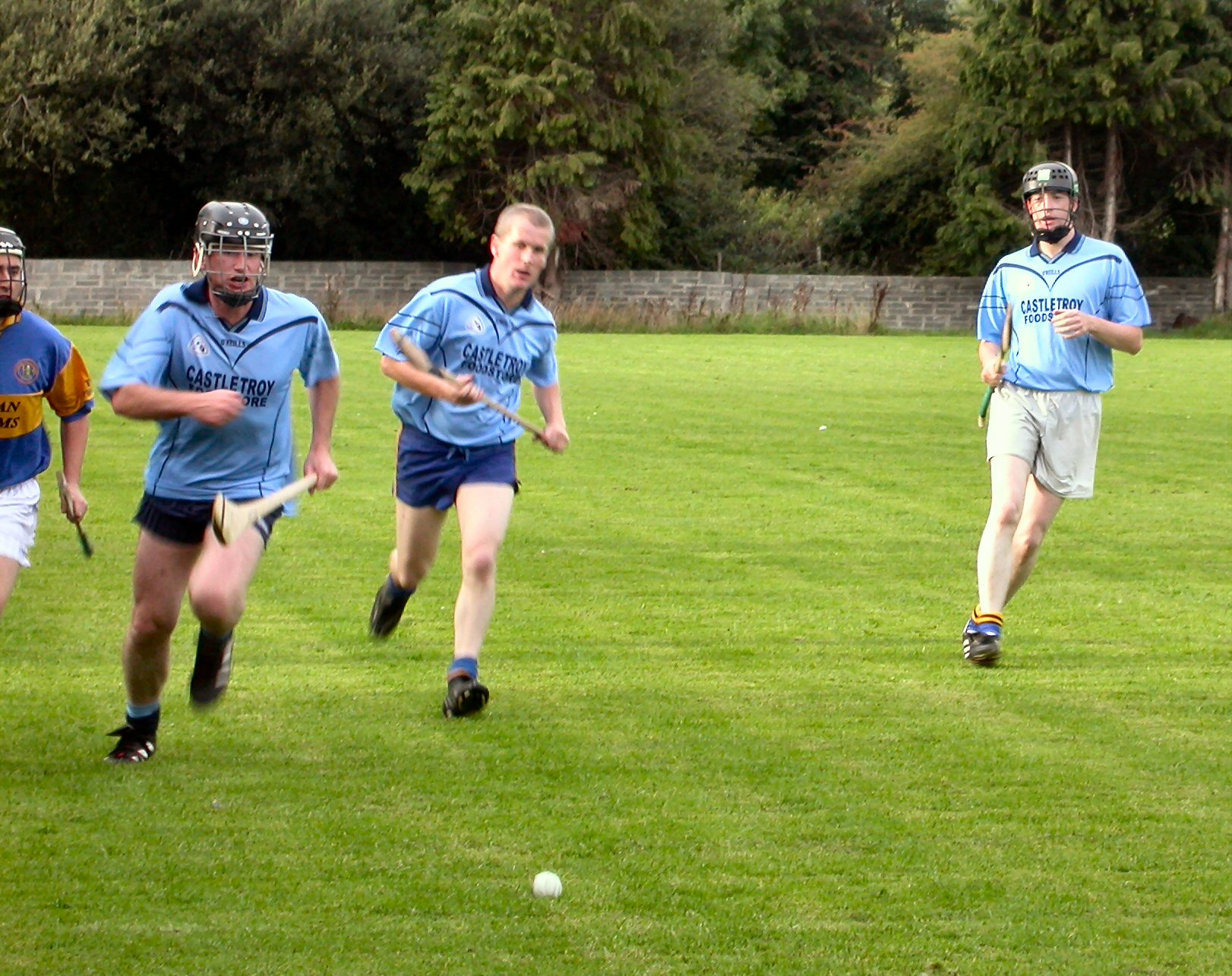
Traditionella gaeliska spel, som hurling och gaelisk fotboll, är tillsammans med rugby populärt i Limerick.

### Rugby
Rugby är kanske den främsta sporten i staden, då Limerick kallas rugby unions hem på Irland. Rugby är populärt på alla nivåer, från skollag till seniorligor. Sedan inträdet i All Ireland-ligan 1991 har tävlingen dominerats av lag från Limerick, som har vunnit tävlingen tolv gånger under sjutton år. De stora lagen har varit Shannon (åtta vinster), Garryowen (tre vinster) och Young Munsters (en vinst).
På skolnivå är Corbally från St. Munchin's College ett av de främsta lagen. De vann sin första titel i Munster Schools Senior Cup 1968, och har vunnit samma mästerskap fyra gånger därpå. Laget har dessutom tre titlar på juniornivå. Munchins har varit särskilt starkt under senare år, och flera tidigare elever har gått vidare och spelar i internationella lag, såsom Bill O'Connell, Bill Mulcahy, Larry Moloney, Colm Tucker, John Fitzgerald, Paul Hogan, Philip Danaher, Anthony Foley, Keith Wood, samt de irländska internationella spelarna Marcus Horan, Jerry Flannery, Barry Murphy och Jeremy Staunton. Crescent College är en annan av Limericks skolor med en stark rugbytradition. Denna skola har drivit av jesuiterna sedan 1859, och liksom sin systerskola Colleges of Belvedere and Clongowes, har skolan utbildat kända rugbyspelare såsom bröderna Wallace och Peter Clohessy. Crescent är ett av de "big five"-rugbyskolorna i Munster, och vann Munster Schools Senior första gången 1947 och därefter nio vinster, samt fem titlar på juniornivå. Skolan är också ansluten till Old Crescent RFC. Andra nyare skolor i Limerick vilka är på utvecklingsnivåer är Ardscoil Rís, som utbildat Irland- och Munster-andraledsspelaren Paul O'Connell. Ard Scoil nådde finalen på seniornivå 1993 och 1996, och har vunnit Munster Junior Cup två gånger (2003 och 2005). Castleroy College nådde sin första Munster Junior Cupfinal 2007 efter att endast ha spelat i sju år.
All Munster European Heineken Cup-matcher spelas idag på Thomond Park i Limerick, där Munsterlaget höll rekord i obrutna vinster i Heineken Cup i 26 raka matcher, tills de besegrades med 16-9 av Leicester i januari 2007. Inget annat lag i tävlingen har haft ett liknande rekord. Munster vann Heineken Cup 2006 under ledarskap av Limerickspelaren Paul O'Connell, som också spelar i Irlands rugbylandslag och Lions.

### Gaeliska spel

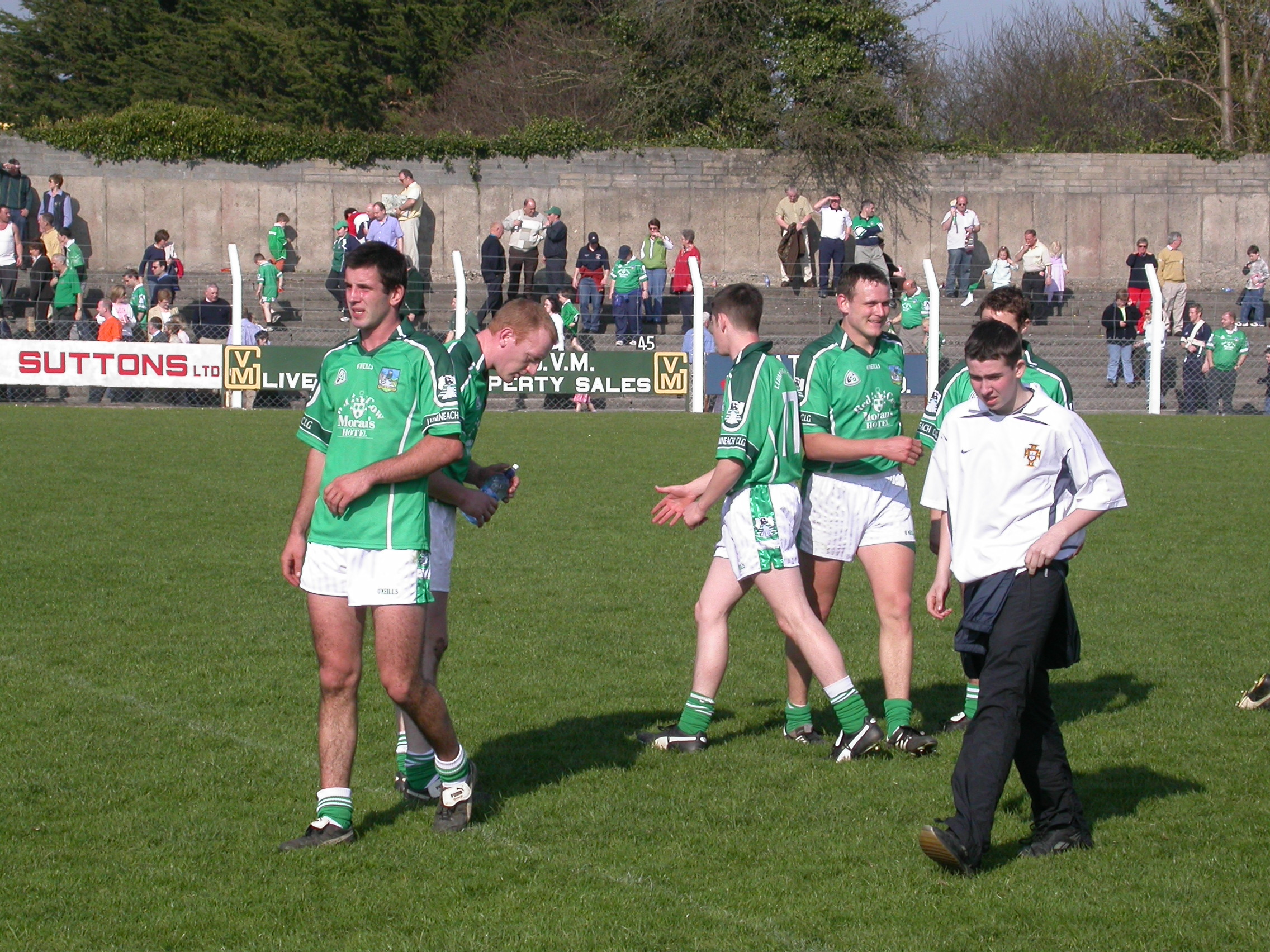
Gaelisk fotboll spelas i staden.

Irlands nationalsporter hurling och gaelisk fotboll är utbrett i staden och dess förorter. Trots att Limerick inte vunnit All-Ireland Senior Hurling Championship sedan 1973 nådde staden finalen 1974, 1980, 1994, 1996 och 2007 och klassas som ett av de åtta bästa lagen inom sporten. Grevskapet vann All-Ireland Under-21 titlar 2000, 2001 och 2002. Stadsbaserade klubbar som Claughaun (Clochán) och Na Piarsaigh spelar på seniornivå, Monaleen (Móin a'Lín) och Mungret (Mungairit) på medelnivå samt Old Christians (Sean-Chriostaithe), Milford (Áth an Mhuilinn), Saint Patrick's (Naomh Pádraig), Abbey Sarsfields (Sáirséalaigh na Mainstreach) och Crecora (Craobh Chumhra) som spelar på juniornivå.
Limerick vann det första All-Ireland Senior Football Championshipsmästerskapet någinsin 1887 då de representerades av Commercials som vann igen 1896. Sedan dess har spelet levt mest i bakgrunden av hurling, men vid popularitetens ökning för sporten vann staden sitt första Munster Under-21-mästerskap 2000, och förlorade Munster Senior-mästerskapet 2004. Monaleen (Móin a'Lín), Claughaun (Clochán) och Mungret (Mungairit) är seniorklubbar, Saint Patrick's (Naomh Pádraig) och Na Piarsaigh är medelklubbar och Milford (Áth an Mhuilinn), Abbey Sarsfields (Sáirséalaigh na Mainstreach) och Ballinacurra Gaels (Gaeil Bhaile na Cora) spelar på juniornivå.
Limericks Gaelic Grounds (Pairc na nGael) på Ennis Road är grevskapets lags hemmaarena för båda sporterna och har idag kapacitet för 50 000 åskådare efter en renovering 2004. 1961 var arenan plats för Irlands största publik någonsin utanför Croke Park då över 61 000 personer betalade för att se Munsters hurlingfinal mellan Tipperary och Cork.

### Fotboll
Stadens aktivitet med seniorfotboll började 1937 och har sedan dess fortsatt utan avbrott. Trots vissa svackor med mindre publik under decennierna efter detta har Limerick FC och dess föregångare vunnit flera troféer, bland annat två i League of Ireland Championships och två i FAI Cup innan laget flyttades från innerstadens Markets Field under 1980-talet. Stadens nuvarande representanter – Limerick 37 – tävlar i Eircom Leagues första division, den andra nivån av fotboll på Irland. Deras hemmaarena är Jackman Park, bredvid stadens järnvägsstation.

## Brottslighet
Brottsligheten i Limerick har varit ämne för en stor ofördelaktig publicitet. Massmedier refererar ofta till Limerick som "Stab City", "knivhuggsstaden", ett begrepp som användes för Dublin under 1980-talet, men detta stöds inte av officiell statistik. Knivbrott är idag ett stort problem i hela landet, främst i Dublin. Detta stöds av Stephen O'Brien, professor i matematik vid University of Limerick, som menar att mediakritiken är överdriven vad gäller kriminaliteten i Limerick. Baserat på hans analyser av Gardas nationella kriminalstatistik, menar han att Limerick har likvärdig brottsnivå som Cork, och mycket mindre än centrala Dublin.
Limericks utveckling berodde huvudsakligen på det jordbruksområde staden ligger i, främst i det försämrade området på västra Irland. Limerick hade inga centrum- eller kontorsområden som Dublin, industriell betydelse som Cork, eller kulturell och regional betydelse som Galway. Då andra regioner i Irland stagnerade, försämrades Limericks ekonomi. Utvecklingen av den industriella delen i staden berodde främst på arbeten runt Shannon Airport som givit stor stimulans i regionen.
Limerick har historiskt sett haft den högsta arbetslösheten tillsammans med den största fattigdomen bland många städer på Irland. Brottsligheten i staden kan ses som ett resultat med långt utanförskap, något som staden levt med i generationer. Detta utanförskap gjorde att Limerick krävde hjälp från andra håll, bland annat var Limerick den stad med flest statsägda hus på hela Irland. 8 000 av de 18 900 husen i Limerick City-området ägdes av staten, vilket skapade obalans för de privata fastighetsägarna. 42 procent statsägda hus är en hög siffra i ett litet område. Denna siffra var också högre under den ekonomiska krisen på 1980-talet.
Under senare år har brottsligheten i Limerick förknippats med fejder mellan kriminella gäng i vissa områden av staden, främst Moyross, Southill och St. Mary's Park. Denna rivalitet har trappats upp sedan mordet på gängmedlemmen Eddie Ryan i november 2000, i en pub i Johnsgateområdet i staden.
Trots ett relativt lugn i gängvåld mellan 2004 och första halvan av 2006 i Limericks bebyggelser, eskalerade problemen i september 2006 igen, där två barn fick kraftiga brännskador sedan deras mors bil antändes i början av september, och flera skottlossningar som skett senare samma månad.
Detta kraftiga våld i Limerick är vad vittnen ofta får stå ut med. Trots att beslutet att Central Criminal Court skulle ligga i Limerick för att motverka brottslighet i området, lades domstolen ned 2006, på grund av ständiga hot mot jurymedlemmar. Detta visade också Limericks problem.

## Sjukhus
I Limerick finns det sex sjukhus.
- St John's Hospital
- Barringtons Hospital
- The Mid-Western Regional General Hospital
- The Mid-Western Regional Orthopaedic Hospital
- The Mid Western Regional Maternity Hospital
- St Camillus' Geriatric Hospital

## Vänorter
Limericks vänorter är Quimper i Frankrike, Spokane i Washington, USA och Limerick, Pennsylvania, USA.
| - 1980 — Quimper, Bretagne, Frankrike - 1990 — Spokane, Washington, USA - 1990 — Limerick, Pennsylvania, USA - 2006 — Starogard Gdański, Pommerns vojvodskap, Polen |